# Chondroscaphe dabeibaensis
Chondroscaphe dabeibaensis là một loài thực vật có hoa trong họ Lan. Loài này được P.A.Harding mô tả khoa học đầu tiên năm 2008.